# Kalendehuset i Malmö

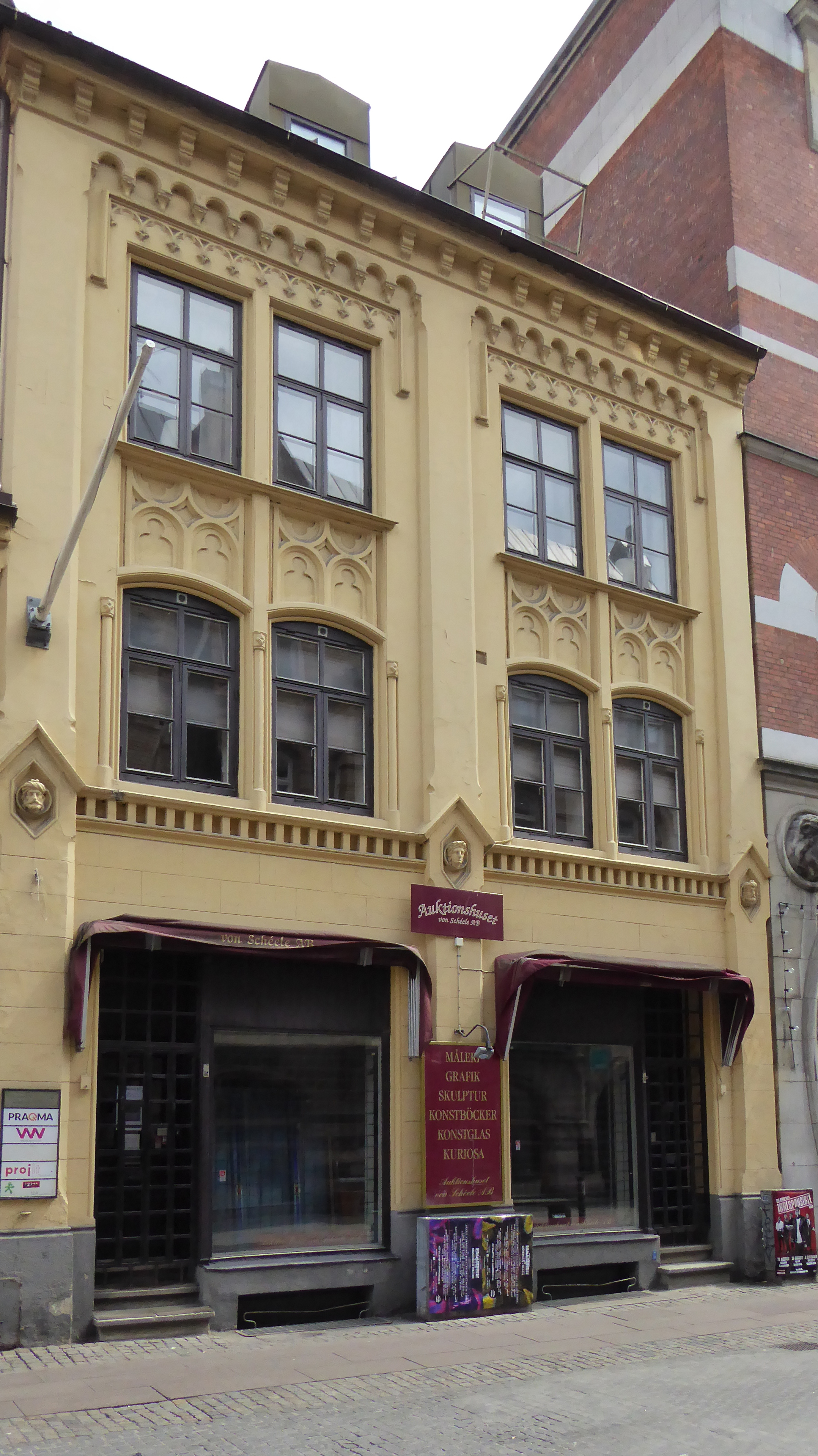
Kalendehuset vid Kalendegatan.

Kalendehuset i Malmö är ett av Malmö stads äldsta hus, beläget vid Kalendegatan. Lokaliserad till g:a nr 272 i kvarteret von Conow. Huset har under andra hälften av 1800-talet påbyggts med en tredje våning.
Namnet kommer från Kalendegillet vid S:t Petri kyrka som var ett medeltida gille eller en förening enbart bestående av präster.
Gården omtalas första gången 1406 då ”Andree Martini proconsuli” köpte den av Reinekinus Smidh. ”Andree Martini” är identisk med stadens borgmästare Anders Mortensen. Han blev senare kung Erik av Pommerns fogde i Malmö. I augusti 1418 pantsatte han ”sin gård belägen mitt i Malmö” och strax därefter blev han fängslad för att ha förfalskat ett kungabrev. Han avrättades på bål utanför Köpenhamn. Egendomen i Malmö indrogs till kronan som sålde den. År 1464 ägdes gården av riddaren David Hak av ”Mangestorp”. Samma år skänktes huset till det kyrkliga Kalendegillet som innehade S:t Annas altare ”norden koret i S:t Petri kyrka”. Efter reformationen på 1530-talet inköptes gården av adelsmannen Holger Gregersen Ulfstand som 1549 omtalas vara ägare till ”Calentegorden med Boeder och haffuer”.
Det bevarade gathuset vid Kalendegatan har en historia som troligtvis härrör från tidigt 1300-tal. Detta framgår av ett detaljerat, äldre foto av huset södra gavel efter nedrivningen av intilliggande byggnad. Här ses ett igenmurat fönster och mönstermurning vilket har samma utseende som murdetaljer från den närliggande S:t Petris äldsta tid, det vill säga början av 1300-talet. Därtill visar fotot att den ursprungliga byggnaden har varit sammanbyggd med en envånings tegelbyggnad, troligtvis husets köksdel. 
Under 1970-talet kunde Malmö museum frilägga bottenvåningens innermurar och man avtäckte då en ursprunglig fönsteröppning mot gårdssidan. Undersökning av källaren visade att huset haft en källaruppgång i gaveln åt norr mot en sedan länge försvunnen tvärgata till Kalendegatan.

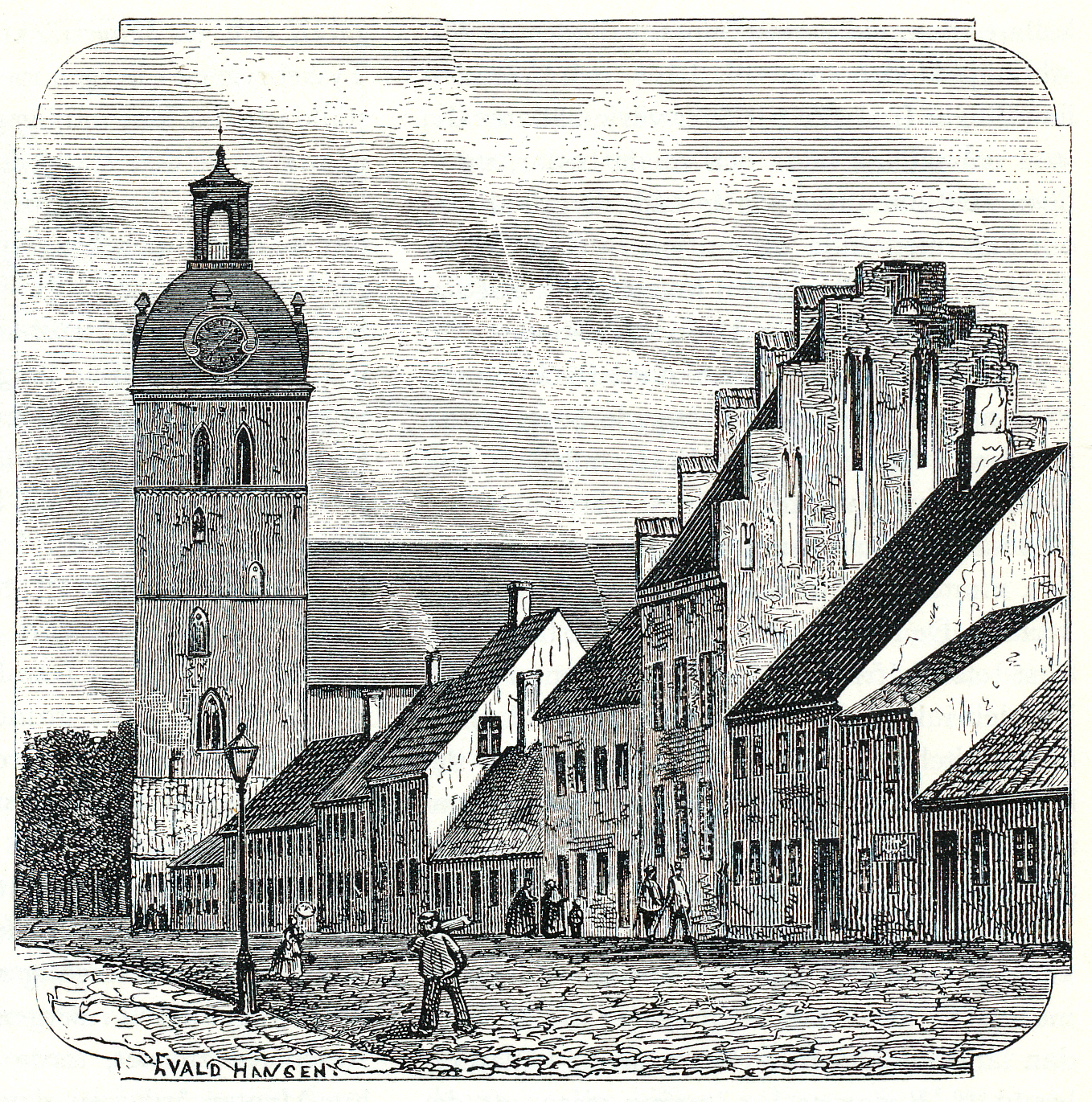
Kalendehuset cirka 1850.
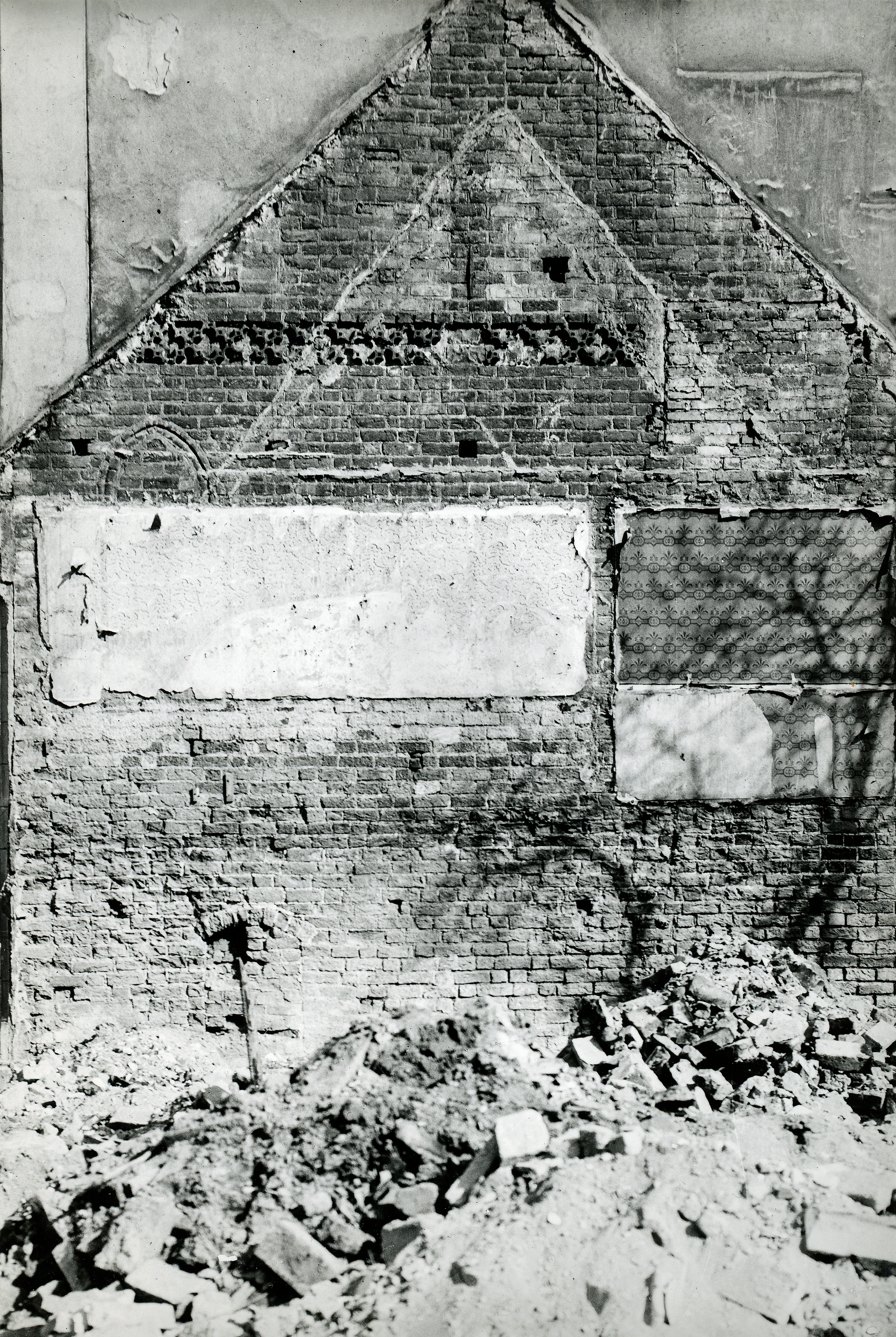
Den södra gaveln cirka 1900.
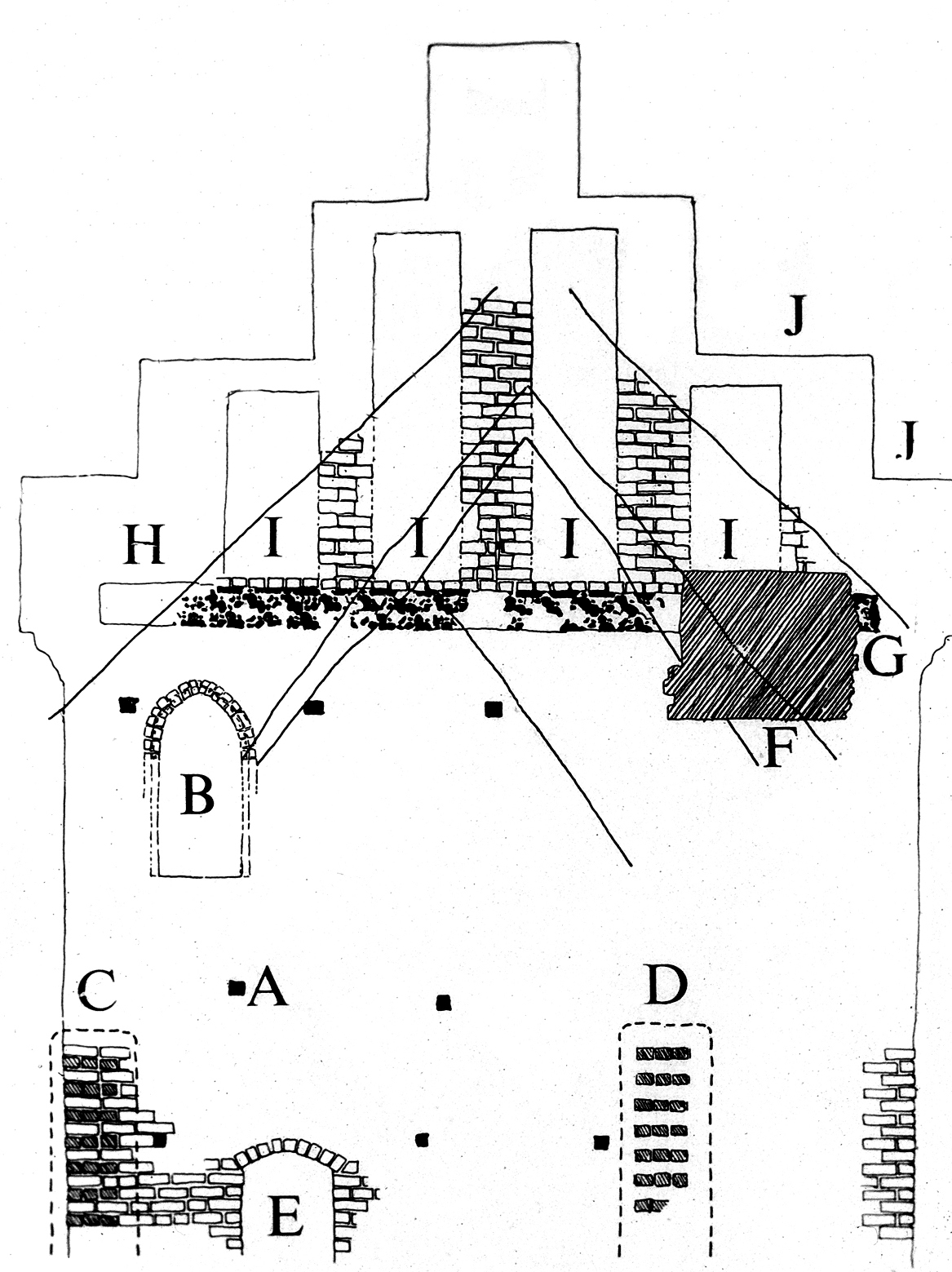
Spår efter murdetaljer i Kalendehusets södra gavel.
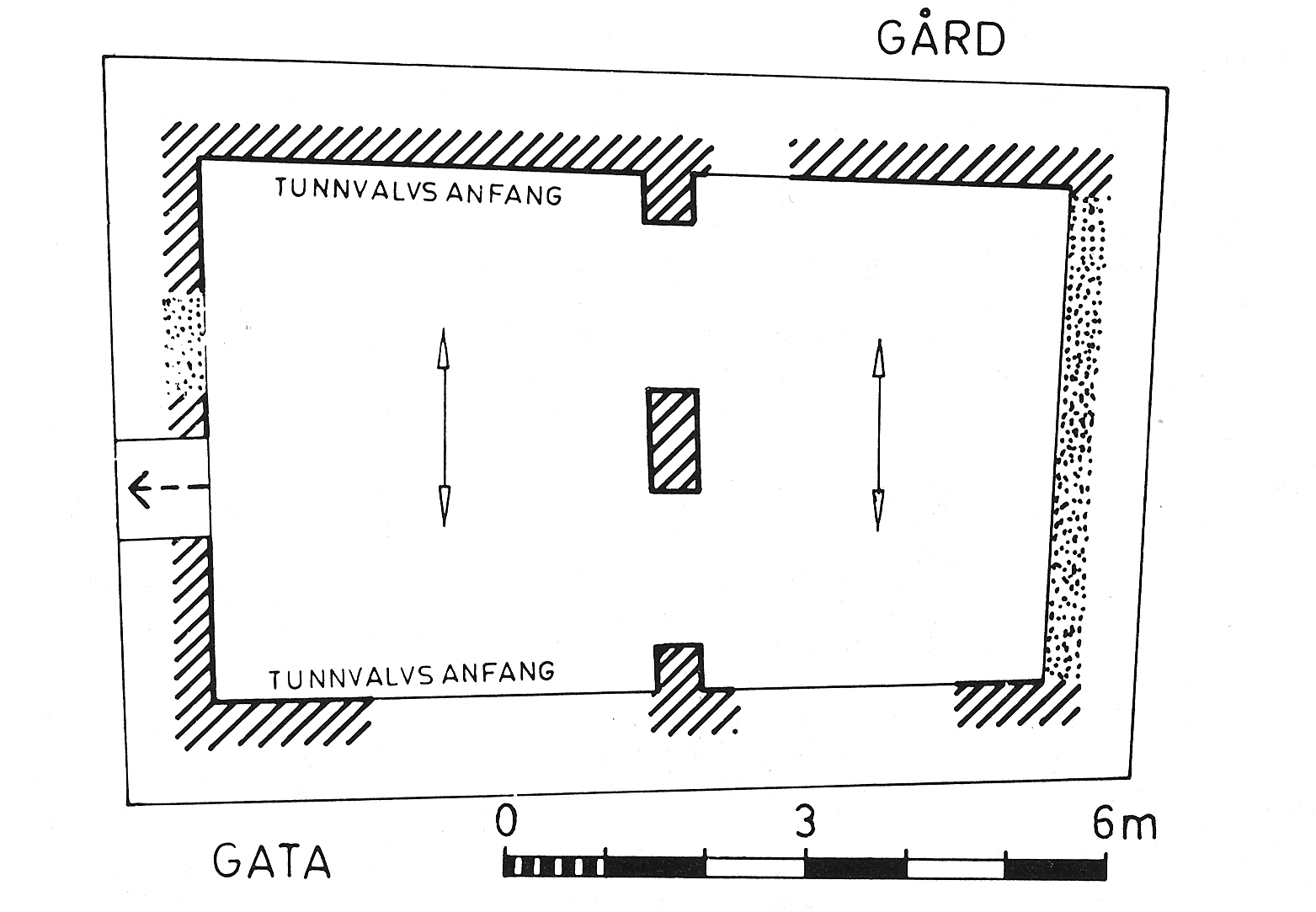
Kalendehusets källare med dörröppning i norra gaveln.
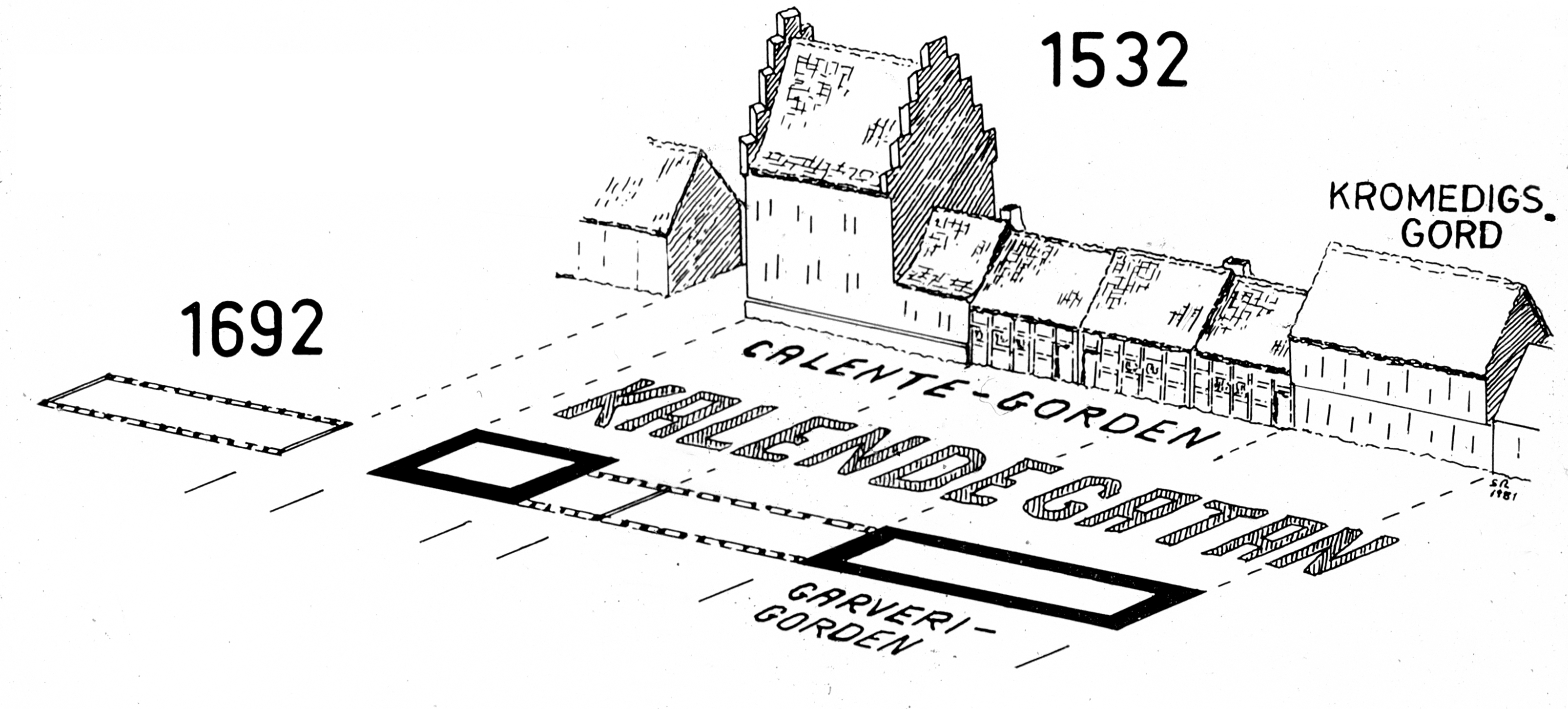
Kalendehuset och dess omgivningar på 1530-talet.